# Красногорка (Гомельская область)
Красногорка (бел. Краснагорка) — деревня в Журавичском сельсовете Рогачёвского района Гомельской области Беларуси.

## География

### Расположение
В 40 км на северо-восток от районного центра и железнодорожной станции Рогачёв (на линии Могилёв — Жлобин), 98 км от Гомеля.

### Гидрография
На реке Гутлянка (приток реки Днепр).

## Транспортная сеть
Транспортные связи по просёлочной, затем автомобильной дороге Довск — Славгород). Планировка состоит из короткой прямолинейной улицы, близкой к меридиональной ориентации, застроенной двусторонне деревянными усадьбами.

## История
Согласно письменным источникам известна с XVIII века как селение в Рогачёвском уезде Могилёвской губернии. В 1816 году рядом находился фольварк. В 1930 году жители вступили в колхоз. Во время Великой Отечественной войны 8 жителей погибли на фронте. Согласно переписи 1959 года в составе колхоза «12 лет Октября» (центр — деревня Журавичи).

## Население

### Численность
- 2004 год — 14 хозяйств, 29 жителей.

### Динамика
- 1816 год — 8 дворов.
- 1959 год — 205 жителей (согласно переписи).
- 2004 год — 14 хозяйств, 29 жителей.